# Ебру Шахін
Ебру Шахін (тур. Ebru Şahin, нар. 18 травня 1994; Стамбул) - турецька акторка.
Отримала велику популярність в Україні після виходу стрічки "Вітер кохання".

## Біографія
Ебру навчалась у Стамбульському Університеті на спортивному факультеті. Після завершення навчання брала курси театрального мистецтва.

### Кар'єра
Спершу акторка знімалась у рекламах. Згодом, у 2016 році, Ебру дебютувала у серіалі "Kan Parası" ("Криваві гроші"). Стрічка вийшла за два роки після зйомок (у 2018). У 2017 році акторка знялась у двох серіалах: "İstanbullu Gelin" (Наречена зі Стамбула), що транслювався в Україні з 24 червня 2019 року та "Savaşçı" (Воїн). У цьому ж році знялась у фільмі "Babam" (Мій тато). У 2018 взяла участь у зйомках серіалу "Yasak Elma" (Заборонений плід).
У 2019 актриса знялася в головній ролі в серіалі "Вітряний". Ебру  Шахін знялася в ролі Рейян Шадоглу. Партнерами по майданчику стали: Акин Акинозю, Ґюльчін Сантирджиоглу, Серхат Тутумлуер, Айда Аксель, Сердар Озер та інші.

## Особисте життя
01.07.2022 року Ебру Шахін та Джеді Осман (баскетболіст) одружилися в Північній Македонії та 07.07.2022 року у Туреччині.

## Фільмографія
| Серіал    | Серіал               | Серіал         | Серіал          |
| Рік       | Назва                | роль           | Примітки        |
| --------- | -------------------- | -------------- | --------------- |
| 2017-2018 | Воїн                 | Дідем          | Другорядна роль |
| 2017-2018 | Наречена зі Стамбула | Бурджу Селімер | Другорядна роль |
| 2018      | Заборонене яблуко    | Хіра           | Другорядна роль |
| 2019      | Вітер кохання        | Рейян Шадоглу  | Головна роль    |
| 2021      | Легенда              | Аккиз          | Головна роль    |
| 2023      | Столітнє диво        | Харика         | Головна роль    |

| Кіно     | Кіно              | Кіно    | Кіно             |
| Рік      | Назва             | роль    | Примітки         |
| -------- | ----------------- | ------- | ---------------- |
| 2017 рік | Мій батько        | Лотос   | Підтримуюча роль |
| 2018 рік | Криваві гроші     | Дідем   | Підтримуюча роль |
| 2019 рік | Несвідоме кохання | Менекше | Головна роль     |

## Нагороди та премії
| Рік  | Премія                                                  | Категорія                            | Результат |
| ---- | ------------------------------------------------------- | ------------------------------------ | --------- |
| 2019 | Премія «Провідний бренд Туреччини»                      | Найкраща акторка року                | Перемога  |
| 2019 | 46. Премія «Золотий метелик»                            | Висхідна зірка                       | Перемога  |
| 2019 | 46. Премія «Золотий метелик»                            | Найкраща акторка                     | Перемога  |
| 2019 | 46. Премія «Золотий метелик»                            | Найкраща пара серіалу (Рейян, Міран) | Номінація |
| 2020 | 6. Ayaklı Gazete Ödülleri                               | Найкраща пара серіалу (Рейян, Міран) | Перемога  |
| 2020 | Nona TV Dizi Ödülleri                                   | Найкраща акторка                     | Перемога  |
| 2020 | Nona TV Dizi Ödülleri                                   | Найкраща пара серіалу (Рейян, Міран) | Перемога  |
| 2020 | 3-й міжнародний Ізмірський кінофестиваль Artemis Awards | Найкраща акторка                     | Номінація |
| 2020 | 7-а премія "Золота пальмова гілка" Мерсіна              | Найкраща акторка                     | Перемога  |
| 2020 | Премія «Золотий бренд»                                  | Найкраща жіноча телезірка            | Перемога  |
| 2020 | Premios Telenovelas España Awards                       | Кращий персонаж (Рейян)              | Перемога  |
| 2020 | 6. Türkiye Gençlik Ödülleri                             | Найкраща акторка                     | Перемога  |
| 2021 | Нагороди турецьких драматичних каналів                  | Найкраща акторка                     | Перемога  |
| 2021 | Нагороди турецьких драматичних каналів                  | Найкраща пара серіалу (Рейян, Міран) | Перемога  |
| 2022 | Türkiye Kadın Zirvesi Ödülleri                          | Найкраща акторка                     | Перемога  |